# Hellerup IK
Der Hellerup Idrætsklub (HIK) ist ein dänischer Sportverein aus der Gentofte Kommune. Der Klub vereint die Sektionen Fußball, Handball und Tennis.

## Sektionen
- Die 1965 gegründete Eishockeyabteilung wurde 1996 eigenständig und gründete den IC Gentofte.
- Die Fußballabteilung HIK PRO Fodbold wurde 1901 gegründet.
- HIK Håndbold
- HIK Tennis